# Partiti politici in Kosovo
Questa voce elenca i partiti politici in Kosovo.
Il Kosovo ha un sistema multipartitico, con numerosi partiti dei quali difficilmente uno riesce ad avere la possibilità di governare da solo, risultano quindi fondamentali le coalizioni di governo.

## I partiti
- Alleanza Civica del Kosovo (Aleanca Qytetare e Kosovës)
- Alleanza per il Futuro del Kosovo (Aleanca për Ardhmërinë e Kosovës)
- Alleanza per un Nuovo Kosovo (Aleanca Kosova e Re)
- Coalizione Vakat (Koalicija Vakat)
- Iniziativa Civica dei Gorani (Građanska Inicijativa Gore)
- Iniziativa Civica per il Kosovo (Nisma për Kosovën)
- Iniziativa Civica serba (Građanska Inicijativa Srbija)
- Lega Democratica della Dardania (Lidhja Demokratike e Dardanisë)
- Lega Democratica del Kosovo (Lidhja Demokratike e Kosovës)
- Lista Serba (Srpska Lista)
- Lista Serba per il Kosovo e Metochia (Srpska Lista za Kosovo i Metohija)
- Movimento del Popolo del Kosovo (Lëvizja Popullore e Kosovës)
- Movimento Nazionale di Liberazione del Kosovo (Lëvizja Kombëtare për Çlirimin e Kosovës)
- Movimento per l'Autodeterminazione (Lëvizja Vetëvendosje!)
- Nuova Iniziativa Democratica del Kosovo (Iniciativa e re Demokrarike e Kosovës)
- Osare! (Guxo!)
- Partito Democratico Ashkali del Kosovo (Partia Demokratike e Ashkanlive të Kosovës)
- Partito Democratico del Kosovo (Partia Demokratike e Kosovës)
- Partito Democratico Turco del Kosovo (Kosova Demokratik Türk Partisi)
- Partito Democristiano Albanese del Kosovo (Partia Shqiptare Demokristane e Kosovës)
- Partito di azione democratica (Stranka Demokratske Akcije)
- Partito di Giustizia (Partia e Drejtësisë)
- Partito di Unione Nazionale Albanese (Partia e Unitetit Kombëtar Shqiptar)
- Partito Gitano Unito del Kosovo (Partia Rome e Bashkuar e Kosovës)
- Partito Liberale del Kosovo (Partia Liberale e Kosovës)
- Partito Liberale Egiziano (Partia Liberale Egjiptiane)
- Partito Parlamentare del Kosovo (Partia Parlamentare e Kosovës)
- Partito Riformista ORA (Partia Reformiste ORA)
- Partito Socialdemocratico del Kosovo (Partia Social Demokrate e Kosoves)
- Partito Verde del Kosovo (Partia e të Gjelbërve të Kosovës)
- Unione Albanese dei Cristiano-Democratici (Unioni Shqiptare DemoKristiane)